# Convenio sobre los Aspectos Civiles de la Sustracción Internacional de Menores

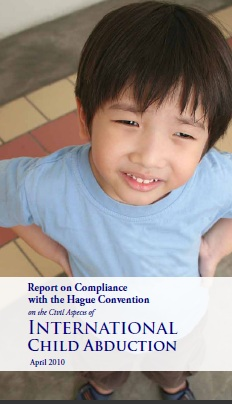
US State Department - Report on Compliance with the Hague Convention on the Civil Aspects of International Child Abduction - Compliance Report 2010 (pdf) (4,3 MB)

El Convenio sobre los Aspectos Civiles de la Sustracción Internacional de Menores, creado el 25 de octubre de 1980, es un convenio multilateral creado en el marco de la Conferencia de La Haya de Derecho Internacional Privado. Tiene como objetivo la protección de los niños de los efectos perjudiciales de la sustracción y la retención que traspasan las fronteras internacionales, proporcionando un procedimiento para conseguir su pronta restitución.
El convenio exige que todos los estados firmantes tienen que ordenar la restitución dentro de un periodo de 6 semanas. La solicitud para la restitución del menor tiene que ser entregada dentro del periodo de un año a la autoridad central del país donde el menor fue sustraído; de otra manera la solicitud podría ser rechazada. 
Se considera de importancia cómo era la situación antes de la sustracción y si el menor tenía su lugar de residencia en el país de donde fue sustraído. 
Por medio del procedimiento de restitución el juzgado o la autoridad judicial del país extranjero puede ordenar al solicitante que obtenga un certificado o una decisión en el Estado de la residencia habitual del menor que acredite que el traslado o retención del menor fue ilícito en el sentido previsto en el artículo 3 del Convenio. 

## El traslado o retención ilícito
El traslado o la retención de un menor se considerarán ilícitos cuando se produzcan cualquiera de los siguientes supuestos:
- Cuando se hayan producido con infracción de un derecho de custodia atribuido separada o conjuntamente a una persona, a una institución o a cualquier otro organismo, con arreglo al derecho vigente en el Estado en que el menor tenía su residencia habitual inmediatamente antes de su traslado o retención.
- Cuando este derecho se ejercía en forma efectiva, separada o conjuntamente, en el momento del traslado o de la retención, o se habría ejercido de no haberse producido dicho traslado o retención.

## Residencia habitual
El Convenio determina la restitución inmediata de un menor, cuando este tenga su residencia habitual en uno de los Estados contratantes antes del traslado o retención ilícita internacional. En fin, se trata de evitar una rotura de derechos de custodia y de visitas
en el Estado contratante al cual fue sustraído el menor. Residencia habitual quiere decir que el menor tenía su centro de vida en el lugar, antes de la sustracción internacional, del cual fue sacado abruptamente por uno de los padres. Se tiene que destacar que la denominación 
residencia habitual no se refiere a la nueva situación de vida después del traslado ilícito o la retención. El sustractor no puede fundir con su acto ilícito una nueva residencia habitual. Una sustracción internacional queda ilícita cuando esta situación se mantiene por varios aňos porque por dificultades el proceso de restitución queda estancado.

## Ilegitimidad según artículo 3 (Certificado de ilegitimidad)
Las autoridades judiciales o administrativas de un Estado contratante, antes de emitir una orden para la restitución del menor podrán pedir que el solicitante obtenga de las autoridades del Estado de residencia habitual del menor una decisión o una certificación que acredite que el traslado o retención del menor era ilícito en el sentido previsto en el artículo 3 del Convenio, siempre que la mencionada decisión o certificación pueda obtenerse en dicho Estado.  Las Autoridades Centrales de los Estados contratantes harán todo lo posible por prestar asistencia al solicitante para que obtenga una decisión o certificación de esa clase.
Normalmente esta decisión o certificado se recibe gratuitamente.

## Resumen
Artículo 1 - Devolución inmediata de menores sustraídos o retenidos ilícitamente; asimismo garantizar el derecho de visita

Artículo 2 - Medidas para implementar el Convenio

Artículo 3 - El traslado o la retención de un menor se considerarán ilícitos

Artículo 4 - Aplicación del Convenio en caso de la residencia habitual en un estado contratante

Artículo 5: Definición de la custodia y del derecho de visita

Artículo 6: Autoridad Central de los correspondientes estados contratantes para la realización de las tareas para implementar la Convención

Artículo 7: Cooperación de los autoridades centrales entre los estados contratantes y sus tareas directas

Artículo 8: Solicitud para la restitución del menor

Artículo 9: Transmisión de la solicitud cuando el menor no se encuentra en el estado solicitado

Artículo 10: Medidas para la devolución voluntaria del menor

Artículo 11: Ejercicio del procedimiento de restitución con el apresuramiento adecuado

Artículo 12: Plazo de un año

Artículo 13: Razones para el rechazo de la petición de restituir el menor

Artículo 14: Consideración de decisiones judiciales y oficiales del extranjero

Artículo 15: Exigencia de una certificación judicial donde conste que el traslado o retención del menor era ilícito

Artículo 16: Decisión sobre la custodia solamente después de terminar el procedimiento de la restitución

Artículo 17: Ninguna influencia de decisiones de custodia que fueran hechas en el estado solicitante

Artículo 21: Derecho de visita personal

Artículos 22 a 36: Disposiciones generales

Artículos 37 a 45: Cláusulas finales - acceso, firma, ratificación y validez

## Países miembros
Este mapa muestra los países firmantes del convenio:
- en azul oscuro quienes también son miembros de la Conferencia de La Haya;
- en azul claro quienes no son miembros de la Conferencia de La Haya, quienes firmaron el Convenio.

En resumen, son los siguientes estados quienes son miembros del convenio:
A:
Albania, Alemania, Argentina, Armenia, Australia, Austria 

B:
Bahamas, Bielorrusia, Bélgica, Belice, Bosnia y Herzegovina, Brasil, Bulgaria, Burkina Faso 

C:
Canadá, Chile, Chipre, Costa Rica, Croacia, Colombia

D:
Dinamarca (sin Farø y Groenlandia)

E:
Ecuador, El Salvador, Eslovaquia, Eslovenia, España, Estados Unidos de América, Estonia 

F:
Federación de Rusia, Fiyi, Finlandia, Francia 

G:
Georgia, Grecia, Guatemala 

H:
Honduras, región administrativa especial de la República Popular China Hong Kong, Hungría 

I:
Irlanda, Islandia, Israel, Italia 

L:
Letonia, Lituania, Luxemburgo 

M:
Macao (corresponde a la República Popular China), Malta, Marruecos, Mauricio, Macedonia, México, Moldavia, Mónaco, Montenegro

N:
Nicaragua, Noruega, Nueva Zelanda, 

P:
Países Bajos (sólo en Europa), Panamá, Paraguay, Perú, Polonia, Portugal 

R:
Reino Unido (con Bermuda, Isla de Jersey, Islas Caimán, Islas Malvinas, Isla de Man y Montserrat), República Checa, República Dominicana, Rumania 

S:
San Cristóbal y Nieves, San Marino, Serbia, Suecia, Seychelles, Singapur, Sri Lanka, Sudáfrica, Suiza

T:
Tailandia, Trinidad & Tobago, Turkmenistán, Turquía, 

U:
Ucrania, Uruguay, Uzbekistán 

V:
Venezuela 

Z:
Zimbabue 

### Noncompliance - Inconformidad con respecto al Convenio
Considerando el término "noncompliance" se entiende la inconformidad con resecto al cumlimiento prático del Convenio por unos Estados miembros. El US Department of State publica delante el Congreso de Estados Unidos anualmente en mayo un reporte de cumplimiento (Compliance Report), el cual observa el cumlimiento y la conformidad de los países en referencia al Convenio. El report destaca los siguientes Estados con la siguiente categoría:
- "Not compliant" - países, los cuales no actúan conformes al Conventio:
  - Brasil
  - Honduras

- "Demonstrating Patterns of Noncompliance" - países, los cuales muestran estructuras de inconformidad:
  - Bulgaria